# Llucà (Senterada)
Lluçà es un pueblo del municipio de Senterada, en el Pallars Jussá. Está situado dos kilómetros, en línea recta, al sursureste de Senterada, al este de la carretera N-260 y del Flamisell. El pueblo se encuentra a poca distancia de Reguart.

## Descripción
Se accede por una pista asfaltada que lleva directamente desde la carretera mencionada, que comienza aproximadamente en el punto kilométrico 316,5, y arranca hacia el noreste para subir hasta Lluçà en poco más de un kilómetro.
El pueblo podría haber tenido la forma de pueblo cercado. Se conservan trazas en un portal de entrada, actualmente marginado de las vías de entrada y salida del pueblo, y en la construcción de algunas de las casas, que parecen haber sido concebidas para cerrar el recinto del pueblo.
La iglesia de Lluçà está dedicada a San Sebastián. Es un pequeño edificio de época moderna con campanario de espadaña. Es de una sola nave, y sólo el muro de mediodía parece tener trazas de una iglesia más antigua.

## Etimología
Lluçà es de los topónimos de origen claramente latino: de un Lucianum, debido a la colonización romana, que repartió la tierra entre los miembros de sus tropas en el momento que se retiraban del ejército y se establecían en la tierra conquistada e incorporada al imperio.

## Historia
En 1831 constan en Lluçà, conjuntamente con Puigcerver, 25 habitantes, y el señor del lugar era el Marqués de Pallars.
Ceferí Rocafort (op. cit.) Sitúa en Lluçà, hacia el 1900, 10 edificios con 19 habitantes. En 1981 tenía 10 habitantes, que han quedado reducidos a la mitad en 2005.